# Centenarium

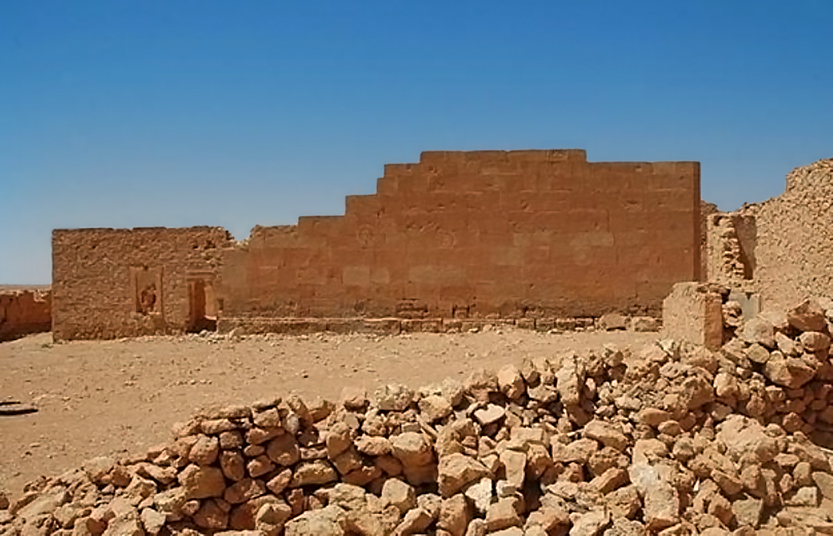
Gheriat esh-Shergia; foto Livius.Org.

Een centenarium is een versterkte boerderij aan de Limes Tripolitanus.
Na de ontbinding van het Derde legioen Augusta in 238 n.Chr. waren de bewoners van de grenszone achter de Libische steden Sabratha, Oea en Lepcis Magna aangewezen op zichzelf. Ze bouwden op grote schaal versterkte boerderijen, waarvan er ongeveer 2000 zijn geïdentificeerd, zoals die bij Gheriat esh-Shergia en Qasr Banat. Vele zijn eeuwen in gebruik gebleven, tot het systeem in de 11e eeuw ineenstortte. Enkele, zoals die bij Suq al-Awty, waren toen al veranderd in vrij grote paleisvilla's.
De moderne Arabische benaming is qsur (enkelvoud qasr).